# Pterisanthes pedata
Pterisanthes pedata är en vinväxtart som beskrevs av M. Laws.. Pterisanthes pedata ingår i släktet Pterisanthes och familjen vinväxter. Inga underarter finns listade i Catalogue of Life.